# ダルダニー

ダルダニーの紋章

ダルダニー（Dardagny）はスイス連邦・ジュネーヴ州の西部、ローヌ川右岸に位置する基礎自治体（コミューン）。ジュネーヴ州のリュッサン、サティニー、ローヌ川をはさんでアヴュリーのコミューン、フランス・アン県との国境に囲まれている。
ローヌ川に面した南東向き斜面は水源にも恵まれて肥沃であり、先史時代の斧なども出土するように古くから人口の定着があった。11世紀にさかのぼるサン＝ピエール教会を中心とする村は1309年に最初の記録が見られ、中世からワインの産地として知られていた。現在はジュネーヴ州でも特に良質のピノ・ノワール種の赤ワイン、ソーヴィニョン種の白ワインで知られている。

## データ
- 面積:8.56 km²
- 人口:1297人(2008年1月)